# Atya abelei
Atya abelei е вид десетоного от семейство Atyidae.

## Разпространение
Този вид е разпространен в Панама.